# Trinity House v Leithu
Trinity House, 99 Kirkgate, je budova v Leithu ve skotském Edinburghu, která byla cechovní halou, celnicí a centrem námořní správy a péče o chudé. V pozdním středověku a raném novověku sloužila také jako chudobinec a nemocnice. Nyní je v něm v péči státu námořní muzeum. Je to památkově chráněná budova kategorie A.

## Historie

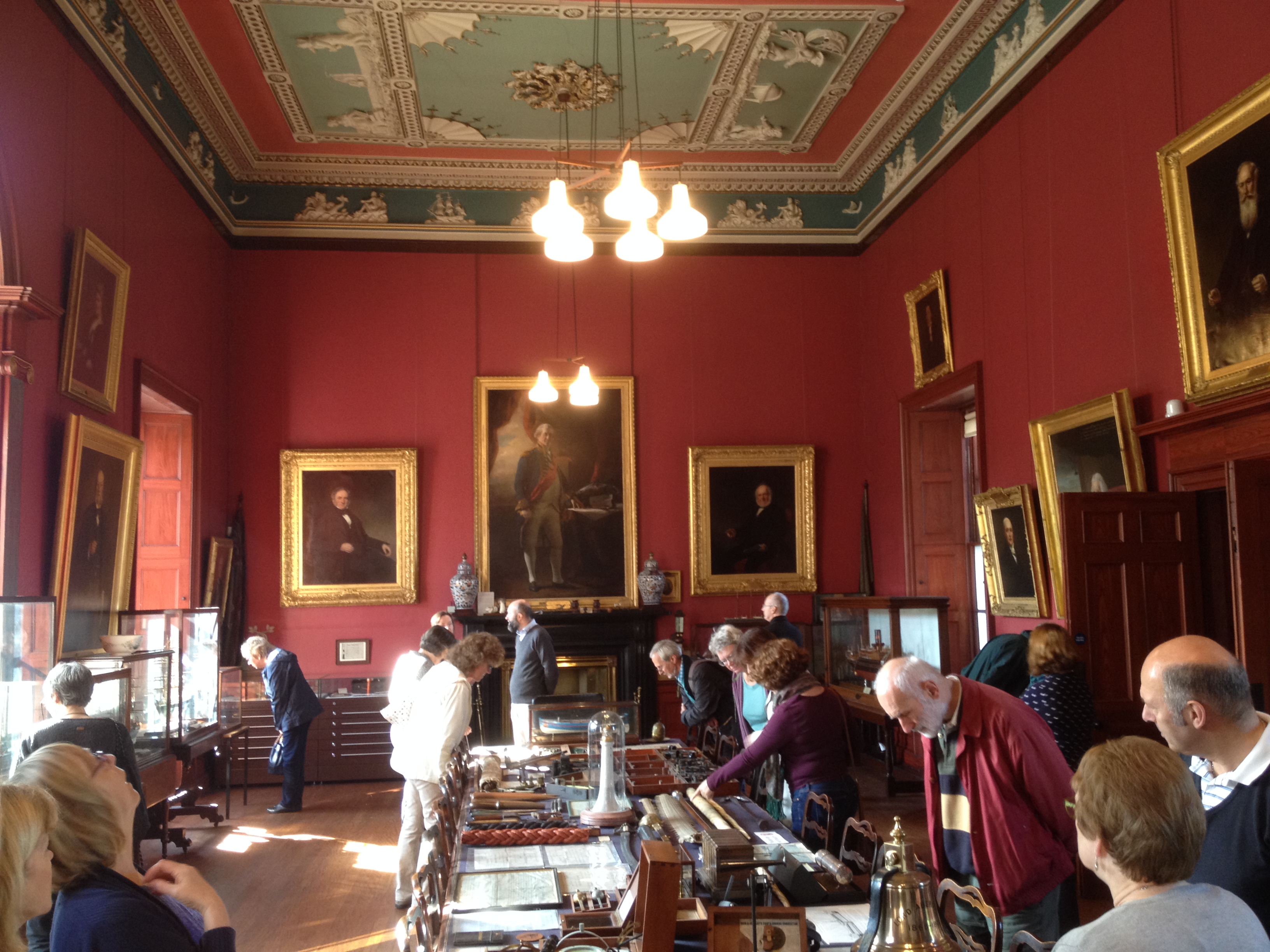
Jednací místnost Trinity House

V roce 1380 udělil král Robert II. cechu kapitánů a námořníků v Leithu (Incorporation of Master and Mariners of Leith) právo vybírat clo, tzv. prime gilt, ve výši 12 pencí z každé tuny zboží vyloženého v Leithu. Vybíral se také další dobrovolný příspěvek, tzv. crown money (korunové peníze). Obchodovalo se převážně přes Severní moře, se severskými a baltskými oblastmi, s Nizozemskem a Francií. Prostředky získané z prime giltů a crown money se pak používaly na pomoc nemocným, chudým, vdovám a sirotkům po ztracených nebo zajatých námořnících a na péči o přestárlé námořníky. Cech kapitánů a námořníků z Trinity House v Kirkgate byl nejstarší a stal se nejbohatším z leithských obchodních cechů.
Na severní stěně Trinity House se nachází základní kámen s datem 1555. To poněkud odporuje starším historickým pramenům, které uvádějí, že Trinity House byl postaven v roce 1560 jako náhrada za St Anthony's blockhouse (známý také jako St Anthony's Kirk), zřejmě silně opevněnou stavbu kontrolující přístup do Kirkgate. St Anthony's blockhouse zjevně souvisel s malým klášterním areálem St Anthony's Perceptory. Záznamy uvádějí, že v roce 1560 byl blockhouse srovnán se zemí. Zřejmě tak zůstaly klenuté stavby, které dodnes existují pod Trinity House.
Po řadě sporů o platby potvrdila v roce 1566 Marie Stuartovna právo cechu vybírat platby: ratifikovala: darování, založení, vybudování a zřízení špitálu a prime gilt. Odmítnutí platby mělo vést ke konfiskaci plachet a kotvy.
Středověký cech sloužil jako předloha pro zakládání Trinity Houses v dalších námořních centrech, včetně Newcastle upon Tyne v 16. století.
V roce 1680, financované z poplatků a z odvodů od lodních kapitánů v Leithu, jmenoval cech profesora, který vyučoval matematiku a navigace syny a učně lodních kapitánů.
V zájmu zvýšení bezpečnosti na moři zavedl Trinity House první formální námořní výcvik v zemi a vydal licenci pro lodivody na Forthu a kolem skotského pobřeží. Díky vybírání Licht Money (peněz za světlo) udržovali v 17. století na Forthu primitivní majáky na uhlí. V 19. století se Trinity House podílel na plánování a financování nových a spolehlivějších majáků, které využívaly zdokonalení technologie. Patřily k nim maják Bell Rock, maják Fidra a maják na ostrově May.
Dne 29. června 1797 byla korporaci Trinity House of Leith udělena královská listina, čímž se tento orgán změnil z pouhé korporace s charitativním statusem na skutečnou korporaci. V této fázi získala další funkce, například výběr a licencování přístavních lodivodů. Rovněž si nechala schválit daňové pravomoci, kdy vybírala jeden penny za každou vyloženou tunu zboží, přičemž tyto peníze byly použity na pomoc chudým. Kromě toho musel každý lodní kapitán platil ročně stanovenou částku, přičemž tyto peníze byly konkrétně přerozdělovány chudým námořníkům.
V 18. století investovali The Masters and Mariners do pozemků, které se staly známými jako Trinity Mains, poblíž vesnice Newhaven. Z této půdy se později vyvinulo předměstí Leith a čtvrť Trinity.
V důsledku požadavku na formální kvalifikaci, který stanovil zákon o obchodních námořnících z roku 1844, založil Trinity House a další leithské organizace v roce 1855 Leith Navigational School (Leithskou námořní školu) (nazývanou také Government Navigation School (Vládní námořní škola)), která sídlila v místnosti v kostele svatého Niniana (nazývaném také  Námořnický kostel) na Commercial Street. V roce 1903 přešla Leithská plavební škola pod kontrolu skotského ministerstva školství a její název byl změněn na Leithskou námořní školu (od té doby se stala součástí Jewel & Esk College, která se v roce 2012 sloučila v Edinburgh College).
Poté, co byl v roce 1862 zrušen prime gilt, musel Trinity House záviset na příjmech z nemovitostí, aby pokryl své penzijní platby a další závazky.
Žáci z nedaleké základní školy v Leithu se učí o historii Trinity House a nabízejí scénické prohlídky budovy ostatním školám a různým vybraným hostům.

## Historie budovy
V roce 1555 měl cech dostatek prostředků na stavbu nemocnice v Kirkgate. Suterén a klenby budovy ze 16. století byly začleněny do současné budovy, kterou navrhl Thomas Brown v neoklasicistním stylu a která byla dokončena v roce 1818. Nová budova měla na průčelí tři arkýře a v přízemí se nacházela veranda s párovými sloupy dórského řádu; v prvním patře bylo velké okno se sloupy jónského řádu a nad ním půlkruhový nadsvětlík.